# Wermerbos
Wermerbos is de naam van een voormalig leengoed nabij Vliermaalroot, gelegen aan Gauwerstraat 95.
De eerste schriftelijke vermelding van dit goed is uit 1365, toen Hugo van Vliermaal (of van Werm), en zijn zuster Oda, gronden hieven bij het Hof ten Bossche. In 1371 vond opnieuw een verheffing plaats, nu door ene Hendrik van Dessener, schoonbroer van Hugo. Deze Hendrik zou de donjon hebben gebouwd, waarvan een overblijfsel tegenwoordig nog op deze plaats te vinden is. Op de Ferrariskaarten, eind 18e eeuw, duikt in dit verband de naam Château Wermenbosch op.
Tegenwoordig bestaat op deze locatie, naast een betrekkelijk nieuwe boerderij, van de donjon nog een rechthoekig gebouw van mergelsteen op een plint van silex. Het zadeldak werd in de 19e eeuw aangebracht.